# Herbert Sandberg
Herbert Sandberg, född 26 februari 1902 i Breslau, Schlesien, Kejsardömet Tyskland, död 7 januari 1966 i Danderyds församling, var en tysk-svensk dirigent. Han var även verksam som kompositör och som librettoöversättare.
Sandberg var först verksam som repetitör och kapellmästare i Breslau och Berlin under åren 1919–1926. I Berlin var han assistent till Leo Blech och Bruno Walter. År 1926 kom han till Sverige, där han engagerades vid Kungliga Operan som repetitör och biträdande kapellmästare. År 1933 avancerade han till ordinarie kapellmästare, och 1946 fick han titeln hovkapellmästare. Sandberg var en mångsidig dirigent, som introducerade många nya operor i Stockholm. Han var även väl förtrogen med standardrepertoaren. Från Operan pensionerades han år 1964, och var från detta år fram till sin död chefsdirigent vid Malmö stadsteater.
Som dirigent vid Operan ledde Sandberg uruppförandet av många nya svenska verk, bl.a. Lars-Erik Larssons Prinsessan av Cypern (1937), Hilding Rosenbergs Lycksalighetens ö (1945), Natanael Bergs Genoveva (1947), och Ture Rangströms Gilgamesj (1952). År 1950 ledde han uruppförandet av Birgit Cullbergs balett Medea med musik av Béla Bartók vid Gävle Teater. Detta verk ledde han också vid dess amerikanska premiär med New York City Ballet vid Lincoln Center for the Performing Arts år 1958. Som gästdirigent framträdde han ett flertal gånger bl.a. vid Bayerska statsoperan i München, Hamburg-operan, och vid Semperoper i Dresden.
Sandberg gjorde även grammofoninspelningar. Dessa omfattar bl.a. Edvard Griegs Fra Holbergs Tid med RIAS symfoniorkester för Deutsche Grammophon (1955), och en inspelning av Camille Saint-Saëns' Simson och Delila med Set Svanholm som Simson och Blanche Thebom som Delila, tillsammans med Kungliga Hovkapellet. 
Som kompositör skrev han några orkesterverk, några sånger, och filmmusik till fyra svenska filmer (se nedan). Han är också känd för att ha översatt flera tyska operatexter till svenska. 
Herbert Sandberg invaldes år 1962 som medlem nr. 702 av Kungliga Musikaliska Akademien. Han var gift med Leo Blechs dotter Lisel.

## Filmmusik
- 1945 – Blod och eld
- 1947 – Det vackraste på jorden
- 1955 – Giftas
- 1956 – Ett dockhem

## Diskografi
- Den siste sångarfursten = The last singing despot. Caprice CAP 21586 (4 cd). 1998. - Innehåll: Figaros bröllop (Mozart). Sandberg dirigent. Inspelad 1937.
- Röster från Stockholmsoperan under 100 år, en samling om 9 LP-skivor, där Herbert Sandberg är rikhaltigt representerad. EMI/HMV 7C 153-35350/8 (1977)